# Даниїл (Натток-Михайловський)
Архієпископ Даниїл Натток-Михайловський (1755, Київщина — 1821, Білорусь) — релігійний діяч Російської імперії, церковний педагог. Родом з Гетьманщини. Єпископ Російської православної церкви, єпископ Волинський і Житомирський, архієпископ Білоруський і Могильовський. Ректор Мінської духовної семінарії.

## Біографія
Народився у сім'ї священика. Вищу освіту здобув у Києво-Могилянській академії, де певний час був викладачем.
1780 р. прийняв чернечий постриг у Київському Братському монастирі. Згодом — настоятель цього монастиря. З 1786 — ігумен Лебединського Миколаївського монастиря Київської єпархії.
1796 — переїздить до Білорусі, старший ігумен віленських монастирів та ректор Мінської духовної семінарії. 1797 р. возведений на архімандрита Віленського Святодухівського монастиря. 1800 р. їздив до Санкт-Петербурга «для исполненія чреды священнослуженія». Тоді ж повертається в Україну, призначений архімандритом Ніжинського Назарет-Богородицького монастиря, а 1801-го переведено настоятелем до Кам'янець-Подільського Троїцького монастиря.
У 1806 році висвячено на єпископа Волинського і Житомирського. У 1813 році повторно виїздить до Білорусі через призначення на Могильовську кафедру (бо незадовго перед цим попередній архієпископ присягнув імператору Наполеону. Через це місцеве духовенство насторожено зустріло нового єпископа.
2 березня 1816 р. возведений у сан архієпископа Білоруського і Могильовського. 
Помер 31 травня 1821 року.